# Joan Wolf
Compléments
Joan Wolf (née en 1951 dans le Bronx à New York) est un auteur américain de romances, dont le célèbre Regency romances l'a consacrée comme un maître du genre.
Outre des romances historiques, son œuvre comporte de nombreuses romances contemporaines, dont certaines ont été choisies comme œuvres littéraires dans des sélections et ont été saluées par les critiques et les auteurs. Ancien professeur d'anglais, elle a obtenu un baccalauréat en Mercy College et une maîtrise en anglais et de littérature comparée au Hunter College. Passionnée de cheval et cavalière émérite, Joan vit dans le Connecticut avec son mari Joe avec qui elle a deux enfants, Jay et Pam.

## Séries

### Dark Ages of Britain
1. (en) The Road to Avalon, 1988Inédit en France
2. (en) Born of the Sun, 1989Inédit en France
3. (en) The Edge of Light, 1990Inédit en France

### The Reindeer Hunters
1. (en) Daughter of the Red Deer, 1991Inédit en France
2. (en) The Horsemasters, 1993Inédit en France
3. (en) The Reindeer Hunters, 1994Inédit en France

### Medieval Mysteries
1. (en) No Dark Place, 1999Inédit en France
2. (en) The Poisoned Serpent, 2000Inédit en France

## Autres romances historiques
- (en) The Counterfeit Marriage, 1980Inédit en France
- (en) A Kind of Honor, 1980Inédit en France
- (en) A London Season, 1980Inédit en France
- (en) The Scottish Lord, 1981Inédit en France
- (en) A Difficult Truce, 1981Inédit en France
- (en) His Lordship's Mistress, 1982Inédit en France
- (en) Margarita, 1982Inédit en France
- (en) The American Duchess, 1982Inédit en France
- (en) Lord Richard's Daughter, 1983Inédit en France
- (en) A Double Deception, 1983Inédit en France
- (en) The Rebellious Ward, 1984Inédit en France
- (en) Fool's Masquerade, 1984Inédit en France
- (en) The Divided Sphere, 1985Inédit en France
- (en) The Rebel and the Rose, 1986Inédit en France
- (en) Highland Sunset, 1987Inédit en France
- Le complot amoureux, J'ai lu, 1998 ((en) The Deception, 1996)Publié dans la collection Aventures et Passions
- L'amant exilé, J'ai lu, 1998 ((en) The Guardian, 1997)Publié dans la collection Aventures et Passions
- (en) The Arrangement, 1997Inédit en France
- (en) The Gamble, 1998Inédit en France
- (en) Golden Girl, 1999Inédit en France
- (en) The Pretenders, 1999Inédit en France
- (en) Someday Soon, 2000Inédit en France
- (en) Royal Bride, 2001Inédit en France
- (en) Black Diamond, 2003Inédit en France
- (en) White Horses, 2004Inédit en France
- (en) Crossword, 2004Inédit en France
- Le blason et le lys, Harlequin, 2007 ((en) To The Castle, 2005)Publié dans la collection Best-sellers n°291
- (en) Dangerous Masquerade, 2006Inédit en France
- (en) His Lordship's Desire, 2006Inédit en FranceIls m'ont appelé Eva 2010

## Romances contemporaines
- (en) Summer Storm, 1983Inédit en France
- (en) Beloved Stranger, 1982Inédit en France
- (en) Change of Heart, 1983Inédit en France
- (en) Affair of the Heart, 1984Inédit en France
- (en) Portrait of a Love, 1984Inédit en France
- (en) A Fashionable Affair, 1985Inédit en France
- (en) Wild Irish Rose, 1985Inédit en France
- (en) Silverbridge, 2002Inédit en France
- (en) High Meadow, 2003Inédit en France
- (en) That Summer, 2003Inédit en France